# Великая (приток Кудьмы)
Великая — река в Богородском районе Нижегородской области России. Устье реки находится в 87 км по левому берегу реки Кудьмы. Длина реки составляет 25 км, площадь водосборного бассейна — 204 км². В 2,1 км от устья принимает слева реку Прорва (в водном реестре Берёзовка).
Исток реки в 4 км к юго-востоку от центра города Богородск. Река течёт на восток, протекает деревню Великосельево и впадает в Кудьму западнее деревни Выползово.

## Данные водного реестра
По данным государственного водного реестра России относится к Верхневолжскому бассейновому округу, водохозяйственный участок реки — Волга от устья реки Ока до Чебоксарского гидроузла (Чебоксарское водохранилище), без рек Сура и Ветлуга, речной подбассейн реки — Волга от впадения Оки до Куйбышевского водохранилища (без бассейна Суры). Речной бассейн реки — (Верхняя) Волга до Куйбышевского водохранилища (без бассейна Оки).
Код объекта в государственном водном реестре — 08010400312110000034264.